# Одян
Одян (з евенської — «затока», «бухта», «лагуна») — затока в східній частині Тауйської губи Охотського моря за 37 км гна схід від мису Беринга та за 21 км на північний захід від мису Скелястого. З півдня обмежена півостровом Коні. В акваторії затоки лежать острови Умара і Камінь-Мугдикин. Територія Ольського району Магаданської області Російської Федерації.
Між мисами Беринга і Нерпичим, що знаходяться у північній частині затоки, берег скелястий і крутий, з невеликими затоками-шхерами, вузькими ущелинами та маленькими річками. Східна сторона затоки — бухта Мілководна — оточена високими ярами, що іноді осипаються, в деяких місцях порослими модриновим лісом. Глибини при вході в бухту — від 34 до 38 м; в Мілководній бухті — в середньому 10—15 метрів; у центральній частині — близько 30 метрів.
Стрімкі хребти півострова Коні прикривають затоку Одян від холодного впливу Пьягінської течії і вітрів, які вона породжує. Середньорічна температура повітря тут становить −5,6 °C, абсолютний мінімум −45 °C. Взимку часті північно-східні вітри із середньою швидкістю 6—8 м/с. Затока скута кригою з середини грудня до середини травня. У серпні температура води біля поверхні доходить до +15 °C. У другій половині дня в літні місяці в затоці дмуть сильні бризи південно-західного напрямку.